# Samuel Elvir
Samuel Iván Elvir Zúñiga (25 aprile 2001) è un calciatore honduregno, centrocampista del Marathón.